# Juan Carlos Suárez-Quiñones
Juan Carlos Suárez-Quiñones y Fernández (León, 1961) es un jurista y juez español. Desde julio de 2015 ocupa el cargo de Consejero de Medio Ambiente, Vivienda y Ordenación del Territorio la Junta de Castilla y León inicialmente en el gobierno de Juan Vicente Herrera y actualmente de Alfonso Fernández Mañueco.

## Biografía
Se licenció en Derecho por la Universidad de León y en 1987 ingresó en la carrera judicial. Entre 2002 y 2012 fue juez decano de León, hasta su nombramiento como Subdelegado del Gobierno en León el 10 de febrero de 2012, cargo que ocupó hasta su nombramiento como Delegado del Gobierno en Castilla y León el 10 de abril de 2015 en sustitución de Ramiro Ruiz Medrano. Asumió la Consejería de Medio Ambiente, Vivienda y Ordenación del Territorio en julio de 2015.
En el verano de 2018 se le relacionó en el llamado «Caso Enredadera», (en el cual no ha sido imputado), al aparecer en varias escuchas telefónicas realizada por la Policía al empresario José Luis Ulibarri, finalmente imputado en la trama, en la cual le informaba, con el fin de resolver el problema de la paralización de una carretera en la provincia de León por la adjudicataria inicial de la obra, que podía presentar oferta. En otra conversación de este empresario investigado, reconocía que «ha dado orden expresa de que hay que cuidar de él».
Durante su gestión como consejero de medio ambiente se ha negado a ampliar al dotación para el mantenimiento de los montes al considerarlo absurdo y un despilfarro. Su gestión de los incendios en el verano de 2025 fue muy criticada, llegando a pedir los bomberos forestales su destitución.